# شريان تحت الكتف
شريان تحت الكتف هو شريان كبير والذي ينشأ من شريان إبطي ويتفرع إلى:شريان منعطف كتفي وشريان صدري ظهراني.